# Cladonia apodocarpa
Cladonia apodocarpa är en lavart som beskrevs av Robbins. Cladonia apodocarpa ingår i släktet Cladonia och familjen Cladoniaceae.   Inga underarter finns listade i Catalogue of Life.

## Källor

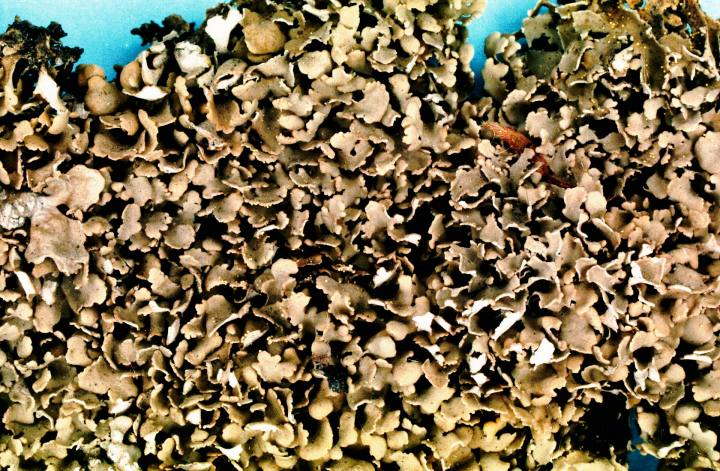
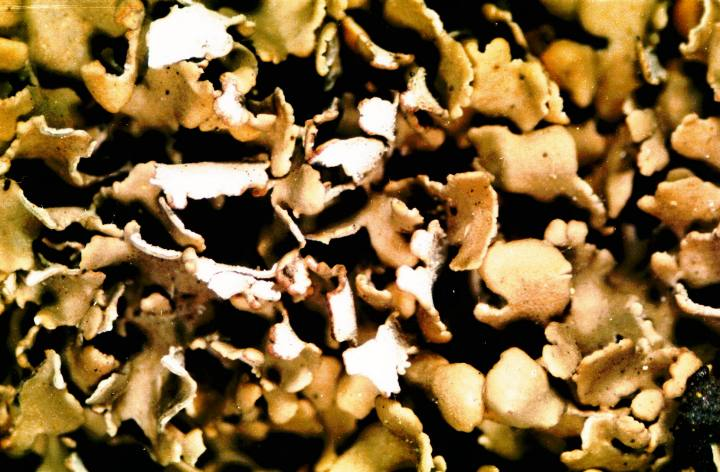
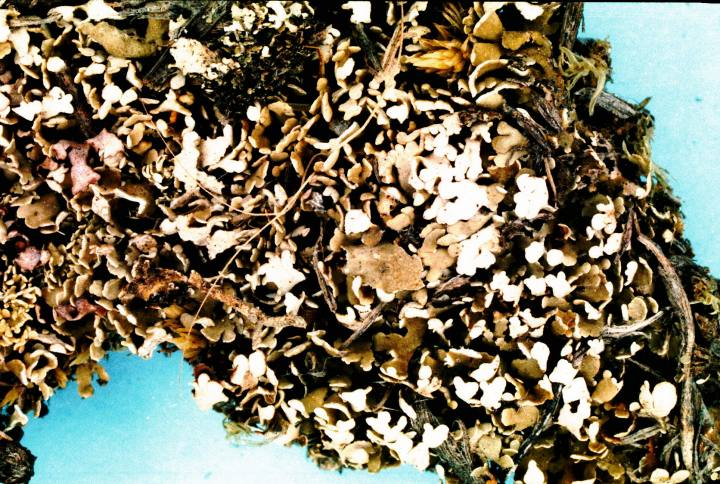
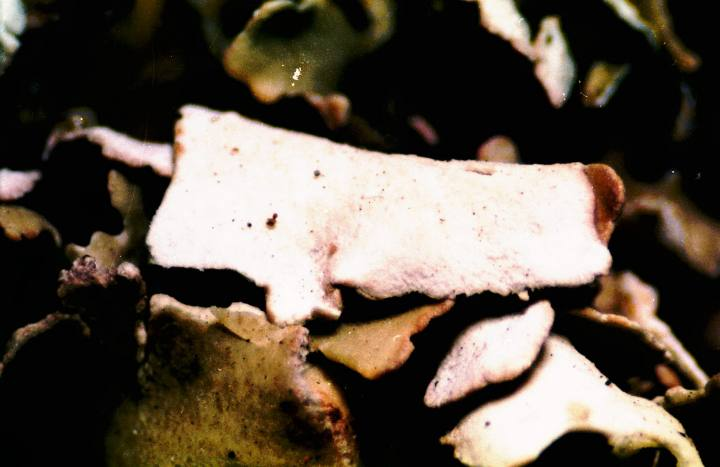
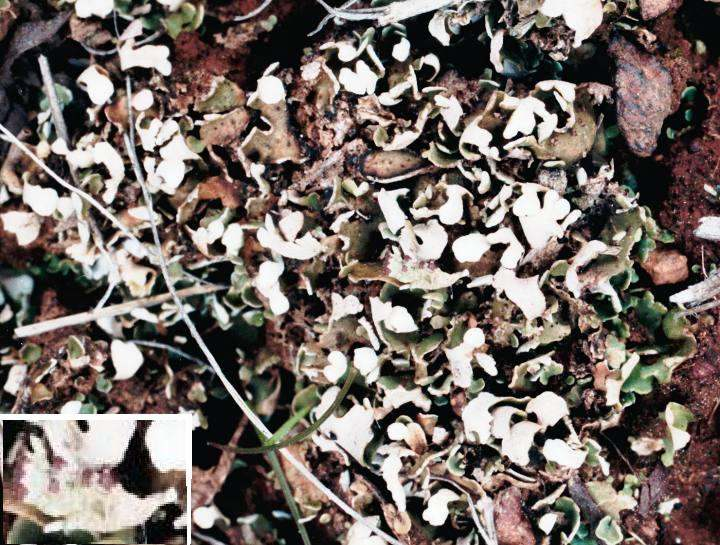
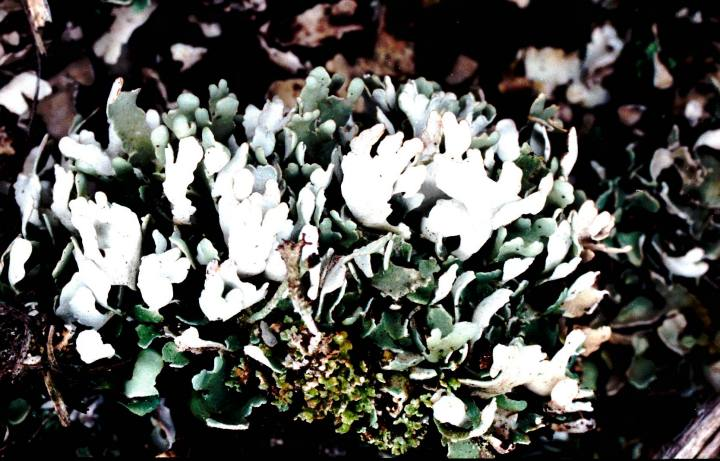
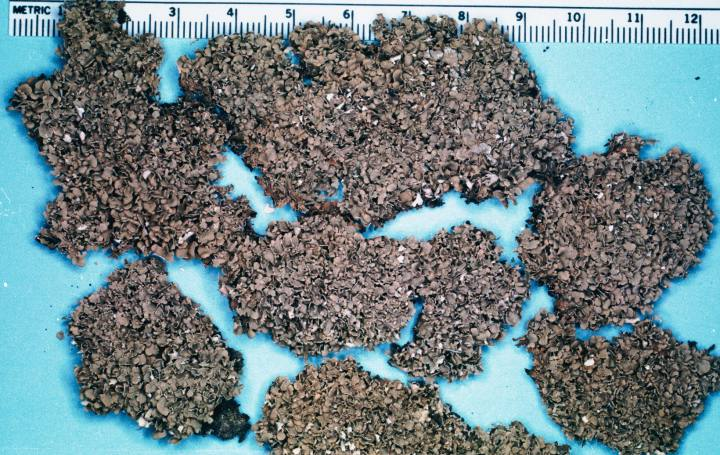